# Archaius tigris
Archaius tigris is een hagedis uit de familie kameleons (Chamaeleonidae).

## Naam en indeling
De wetenschappelijke naam van de hagedis werd voor het eerst voorgesteld door Heinrich Kuhl in 1820. Oorspronkelijk werd de wetenschappelijke naam Chamaeleo scychellensis gebruikt. De soort werd lange tijd tot het geslacht Calumma gerekend, waardoor de verouderde wetenschappelijke naam nog veel in de literatuur wordt gebruikt. Het is tegenwoordig de enige soort uit het monotypische geslacht Archaius.
De wetenschappelijke geslachtsnaam Archaius komt uit het Grieks en betekent vrij vertaald 'ouderwets' of 'primitief'.

## Verspreiding en habitat
De kameleon is de enige kameleon die endemisch voorkomt op de Seychellen. De soort leeft op de eilanden Mahé, Praslin en Silhouette. Veel soorten uit het verwante geslacht Calumma komen voor op het naburige en veel grotere eiland Madagaskar.
De habitat bestaat uit vochtige tropische en subtropische bossen.
Door de mens aangepaste gebieden worden echter getolereerd, zoals kokosplantages. Ook is bekend dat de eieren worden afgezet in de bladoksels van de door de mens geïntroduceerde plant ananas (Ananas comosus). Archaius tigris is aangetroffen van zeeniveau tot op een hoogte van ongeveer 550 meter boven zeeniveau.

## Beschermingsstatus
Door de internationale natuurbeschermingsorganisatie IUCN is de beschermingsstatus 'bedreigd' toegewezen (Endangered of EN).
Archaius · 
Bradypodion · 
Brookesia · 
Calumma · 
Chamaeleo · 
Furcifer · 
Kinyongia · 
Nadzikambia · 
Palleon · 
Rhampholeon · 
Rieppeleon · 
Trioceros